# Motociklistična Velika nagrada Irske
Motociklistična Velika nagrada Irske oziroma Ulster Grand Prix je motociklistična dirka, ki poteka že vse od leta 1922 na severnoirskem dirkališču Dundrod blizu mesta Belfast. Med sezonama 1949 in 1971 je štela tudi za Svetovno prvenstvo v motociklizmu.

## Zmagovalci
| Sezona | 125 cm3                     | 250 cm3                       | 350 cm3                      | 500 cm3                      | Poročilo |
| ------ | --------------------------- | ----------------------------- | ---------------------------- | ---------------------------- | -------- |
| 1949   | -                           | Maurice Cann (Moto Guzzi)     | Freddie Frith (Velocette)    | Les Graham (AJS)             | Poročilo |
| 1950   | Carlo Ubbiali (Mondial)     | Maurice Cann (Moto Guzzi)     | Bob Foster (Velocette)       | Geoff Duke (Norton)          | Poročilo |
| 1951   | Cromie McCandless (Mondial) | Bruno Ruffo (Moto Guzzi)      | Geoff Duke (Norton)          | Geoff Duke (Norton)          | Poročilo |
| 1952   | Cecil Sandford (MV Agusta)  | Maurice Cann (Moto Guzzi)     | Ken Kavanagh (Norton)        | Cromie McCandless (AJS)      | Poročilo |
| 1953   | Werner Haas (NSU)           | Reg Armstrong (NSU)           | Ken Mudford (Norton)         | Ken Kavanagh (Norton)        | Poročilo |
| 1954   | Rupert Hollaus (NSU)        | Werner Haas (NSU)             | Ray Amm (Norton)             | Ray Amm (Norton)             | Poročilo |
| 1955   | -                           | John Surtees (NSU)            | Bill Lomas (Moto Guzzi)      | Bill Lomas (Moto Guzzi)      | Poročilo |
| 1956   | Carlo Ubbiali (MV Agusta)   | Luigi Taveri (MV Agusta)      | Bill Lomas (Moto Guzzi)      | John Hartle (Norton)         | Poročilo |
| 1957   | Luigi Taveri (MV Agusta)    | Cecil Sandford (Mondial)      | Keith Campbell (Moto Guzzi)  | Libero Liberati (Gilera)     | Poročilo |
| 1958   | Carlo Ubbiali (MV Agusta)   | Tarquinio Provini (MV Agusta) | John Surtees (MV Agusta)     | John Surtees (MV Agusta)     | Poročilo |
| 1959   | Mike Hailwood (Ducati)      | Gary Hocking (MZ)             | John Surtees (MV Agusta)     | John Surtees (MV Agusta)     | Poročilo |
| 1960   | Carlo Ubbiali (MV Agusta)   | Carlo Ubbiali (MV Agusta)     | John Surtees (MV Agusta)     | John Hartle (MV Agusta)      | Poročilo |
| 1961   | Kunimitsu Takahashi (Honda) | Bob McIntyre (Honda)          | Gary Hocking (MV Agusta)     | Gary Hocking (MV Agusta)     | Poročilo |
| 1962   | Luigi Taveri (Honda)        | Tommy Robb (Honda)            | Jim Redman (Honda)           | Mike Hailwood (MV Agusta)    | Poročilo |
| 1963   | Hugh Anderson (Suzuki)      | Jim Redman (Honda)            | Jim Redman (Honda)           | Mike Hailwood (MV Agusta)    | Poročilo |
| 1964   | Hugh Anderson (Suzuki)      | Phil Read (Yamaha)            | Jim Redman (Honda)           | Phil Read (Norton)           | Poročilo |
| 1965   | Ernst Degner (Suzuki)       | Phil Read (Yamaha)            | Frantisek Stastny (Jawa)     | Dick Creith (Norton)         | Poročilo |
| 1966   | Luigi Taveri (Honda)        | Ginger Molloy (Bultaco)       | Mike Hailwood (Honda)        | Mike Hailwood (Honda)        | Poročilo |
| 1967   | Bill Ivy (Yamaha)           | Mike Hailwood (Honda)         | Giacomo Agostini (MV Agusta) | Mike Hailwood (Honda)        | Poročilo |
| 1968   | Bill Ivy (Yamaha)           | Bill Ivy (Yamaha)             | Giacomo Agostini (MV Agusta) | Giacomo Agostini (MV Agusta) | Poročilo |
| Sezona | 50 cm3                      | 250 cm3                       | 350 cm3                      | 500 cm3                      | Poročilo |
| 1969   | Angel Nieto (Derbi)         | Kel Carruthers (Benelli)      | Giacomo Agostini (MV Agusta) | Giacomo Agostini (MV Agusta) | Poročilo |
| 1970   | Angel Nieto (Derbi)         | Kel Carruthers (Yamaha)       | Giacomo Agostini (MV Agusta) | Giacomo Agostini (MV Agusta) | Poročilo |
| 1971   | -                           | Ray McCullough (Yamaha)       | Peter Williams (MZ)          | Jack Findlay (Suzuki)        | Poročilo |